# Witoszyńce
Witoszyńce (w latach 1977–1981 Podgórzyska) – wieś w Polsce położona w województwie podkarpackim, w powiecie przemyskim, w gminie Przemyśl.
| SIMC    | Nazwa   | Rodzaj    |
| ------- | ------- | --------- |
| 0608948 | Helicha | część wsi |

Wieś starostwa przemyskiego Witoschynce położona była na przełomie XVI i XVII wieku w powiecie przemyskim ziemi przemyskiej województwa ruskiego. Wieś położona w powiecie przemyskim należała do tenuty medyckiej i prawosławnego biskupstwa przemyskiego, została spustoszona w czasie najazdu tatarskiego w 1672 roku. W latach 1975–1998 miejscowość administracyjnie należała do województwa przemyskiego.